# Sing (Travis)
Sing is de eerste single van het album The Invisible Band van Travis. De single is op 28 mei 2001 uitgebracht door Independiente Records als opvolger van Coming Around. Het nummer belandde in diverse Europese en Zuid-Amerikaanse landen in de top 10.

## Videoclip
De videoclip toont dat de band is uitgenodigd voor een chic diner in een landhuis. Mede door ontwennig te zijn met het eten ontstaan er in eerste instantie kleine ongelukken met het eten wat uiteindelijk ontaardt in een waar voedselgevecht waaraan iedereen, inclusief de kok, volop aan meedoet. Bij een optreden van de band bij Top of the Pops speelde de band het voedselgevecht na.

## B-kant
Als B-kant voor de single werd onder andere gekozen voor een cover van het nummer Killer Queen van Queen. Een ander nummer dat gebruikt is voor de B-kant is Andy Dunlop, geschreven door de gitarist van de band, Andy Dunlop.